# Gromada Siedlec (Powiat Częstochowski)
Gromada Siedlec war eine Verwaltungseinheit in der Volksrepublik Polen von 1954 bis 1958. Verwaltet wurde die Gromada vom Gromadzka Rada Narodowa, dessen Sitz sich in Siedlec befand und der aus 9 Mitgliedern bestand.
Die Gromada Siedlec gehörte zum Powiat Częstochowski in der Woiwodschaft Katowice (damals Stalinogród) und bestand aus den ehemaligen Gromadas Siedlec und Suliszowice der aufgelösten Gmina Zrębice, außerdem die Waldstücke Suliszowice mit den Flurstücken 68–95 und das Waldstück Czatachowa mit den Flurstücken 96–106 und 137–144. Ebenso die Dörfer Cisowe und Bogdaniec mit den Flurstücken 119–122 aus dem Forstamt des Złoty Potok.
Zum 1. Januar 1958 wurde die Gromada Siedlec aufgelöst und in die Gromada Janów eingegliedert außer dem Dorf Suliszowice mit den Weilern Podlesie, Skrzypie und Zastudnie sowie den Flurstücken 93–95 des Forstamtes Złoty Potok: diese kamen zur Gromada Zawada im Powiat Myszkowski.
.